# 持扇的女子
持扇的女子（德語：Dame mit Fächer）是奥地利象征主义画家古斯塔夫·克里姆特创作的最后一幅肖像。是克里姆特在1917—1918年间绘制的身份不明的女子肖像，在其去世时在他工作室的画架上被发现。
2023年6月，这件艺术品在伦敦苏富比拍卖行的拍卖会上以8530万英镑（1.084 亿美元，9920 万欧元）的价格售出，成为欧洲拍卖会上有史以来最昂贵的艺术品。这幅画是由艺术品经销商黄林诗韵代表一位香港收藏家拍下的。
1994年，这幅画在纽约苏富比拍卖行以1160万美元的价格成交，创下了克里姆特作品的拍卖纪录。

## 描述
这幅方形画描绘了一个穿着从肩膀上滑落的和服的女人，背景是带有东方图案的淡黄色背景。她拿着的扇子位置掩饰了她的胸部。 背景中的中国式的图案包括象征不朽、重生和好运的凤凰，以及与爱情相关的莲花。平坦的背景让人联想到日本浮世绘木版画。
画中女子的身份尚不清楚，有人认为模特可能是约翰娜·施陶德或克里姆特的情妇埃米莉·弗洛格。

## 出处
这幅画的首次亮相是在维也纳古斯塔夫·内贝海的画廊，随后被埃尔温·伯勒（Erwin Böhler）收购，收藏品留在家族中，由伯勒的兄弟海因里希拥有，然后由妻子梅布尔拥有。
鲁道夫·利奥波德从1963年到1981年持有这幅画，接着是塞格·萨巴尔斯基（Sege Sabarsky）。温德尔·切里（Wendell Cherry）于1988年从萨巴尔斯基手中收购了这件作品，后来，该作品于1994年5月11日被苏富比拍卖行出售，然后被前任所有者收购。